# LibreOffice Calc
LibreOffice Calc es la hoja de cálculo del paquete de software LibreOffice y es una bifurcación de OpenOffice.org Calc. Es una hoja de cálculo similar a Microsoft Excel y a Quattro Pro de Corel.
Después de bifurcarse de Openoffice.org en 2010, Calc experimentó una masiva revisión para corregir un gran número de defectos en cálculos de fórmulas que implicaban referencias externas, y para aumentar el desempeño de cacheo de datos, especialmente cuando se referenciaban rangos de datos grandes.
Adicionalmente, ahora Calc admite 1 millón de filas en una hoja de cálculo con referencias de macro en cada celda.
Calc es capaz de abrir y guardar la mayoría de las hojas de cálculo en el formato de archivo de Microsoft Excel. También es capaz de guardar las hojas de cálculo como archivos PDF.
Como con toda la suite LibreOffice, Calc está disponible para una variedad de plataformas, incluyendo Linux, OS X, Microsoft Windows, y FreeBSD, bajo la Licencia Pública General Menor GNU. Calc es un software libre y de código abierto.

## Características
Las capacidades de Calc incluyen:
- Leer/escribir documentos en formatos OpenDocument (ODF), Excel (XLS), CSV y otros formatos.[8][9]
- Compatibilidad con un gran número de funciones, incluyendo la de números imaginarios, así como funciones financieras y estadísticas.[10][11]
- Admite como máximo 1 millón de filas (desde la versión 3.3)[12] y 16 384 columnas (desde la versión 7.4)[13] en una hoja de cálculo, haciendo a LibreOffice más conveniente para hojas de cálculo científicas o financieras pesadas.

En su estructura de datos interna, hasta la versión 4.1 Calc se basaba en celdas a través de su clase base, que ha sido tachada de "uso de la memoria extremo, cálculo lento, y código difícil". A partir de la versión 4.2 (lanzada en enero de 2014) se abordan estas cuestiones y los datos se almacenan en arreglos cuando sea posible.

### Tabla Dinámica
Originalmente llamada DataPilot, La tabla dinámica (Pivot Table) proporciona una funcionalidad similar a la que se encuentra en Microsoft Excel. Es usada para el diseño interactivo de la tabla y el análisis dinámico de datos.
La tabla dinámica admite un número ilimitado de campos. Previamente la tabla dinámica admitía solo hasta 8 columnas/filas/campos de datos y hasta 10 páginas de campos.
Ha sido incorporado una avanzada macro de ordenamiento que permite que los datos sean organizados o categorizados sobre la base de una macro generada por el usuario o una de las varias incluidas de manera predeterminada.